# Sitatapatra
Sitatapatra (tib.: gdugs dkar mo (Dükar/Dukar); deutsch: Weißer Schirm) ist ein friedvoller, weiblicher Yidam des tibetischen Buddhismus.

## Sitatapatra Aparajita
Sitatapatra Aparajita ist ein aus Vairocana emanierter Buddhaaspekt (Yidam), der besonders in der Mongolei hoch verehrt wird. Als Aparajita tritt Sitatapatra auch als selbständiger Buddhaaspekt auf, der entweder im Zentrum eines Mandala stehen, oder zu einem Mandala eines anderen Buddhaaspektes gehören kann. Wie auch bei Ushnishavijaya (Göttin des langen Lebens) soll Buddha Shakyamuni sie aus seiner Haarkrone (Ushnisha) ausgestrahlt haben.

## Ushnisha Sitatapatra
Ushnisha Sitatapatra ist eine tausendköpfige Erscheinungsform der weißen Tara. Durch ihr Hauptattribut, den Sonnenschirm, erkennt man ihre Zugehörigkeit zu Avalokiteshvara.

## Wirkung
Die Meditation auf Sitatapatra dient in erster Linie dem Schutz vor allen Gefahren und Ängsten, insbesondere vor Krankheiten, Naturkatastrophen, Feinden und Dämonen (Rakshasa, Asura). Der Überlieferung zufolge kann sie auch einen verfrühten Tod verhindern. Sitatapatra gilt als kraftvolle Schutzgöttin für Reisende, da ihr Schirm vor allen Arten von Hindernissen und negativen Ereignissen schützen kann. Ebenso wird gesagt, dass sie für Paarbeziehungen schützend wirkt.
Das Mantra Sitatapatras wird, wie im Vajrayana üblich, nur von einem Lama durch Lung oder Einweihung weitergegeben.
Im tibetischen Buddhismus werden nur Mantras von Buddhaaspekten aus der Lotusfamilie ohne Einweihung oder Bevollmächtigung frei weitergegeben. Deshalb werden Mantras gewöhnlich erst bei den rituellen Einweihungen genannt und mit ihnen praktiziert.

## Darstellung
Sitatapatra wird mit weißer Körperfarbe und entweder ein-, drei-, vier- oder tausendköpfig (mehrfarbig) dargestellt.
Sie steht in der Alidhastellung (im Ausfallschritt nach links) und besitzt tausend Arme.
In der ersten rechten Hand hält sie im Mudra der Schutzgewährung ein Dharmarad, in der linken einen Schirm an langer Stange.
In einer selteneren Form erscheint sie in der "Bodhisattva-Sitzhaltung" (halber Lotus-Sitz) oder der "Vajra-Sitzhaltung" (Lotus-Sitz) sitzend auf einem Lotus mit einem oder drei Köpfen, zwei, sechs oder acht Armen und zwei Beinen.